# プライマル・スクリーム
プライマル・スクリーム（Primal Scream）は、1982年にスコットランドのグラスゴーでボビー・ギレスピーとジム・ビーティによって結成されたロックバンドである。
プライマル・スクリームはその長きにわたる活動の中で、音楽性を多分に変化させてきた。当初ビーティの12弦ギターが印象的なギター・ポップバンドだった彼らは、代表作『スクリーマデリカ』でダンスミュージックに接近し、ドラッグ・レイヴカルチャーとの結びつきを強めた。彼らはアルバム毎に変化を続け、ポストパンク、ダブ、ガレージロック等、様々なジャンルを内包した楽曲を発表し続けている。彼らが長年在籍したクリエイション・レコーズ主宰のアラン・マッギーは、プライマル・スクリームをレーベルのベストバンドと評した。

## 経歴

### 前史
ボビー・ギレスピーとロバート・ヤングは、共にグラスゴーのキングスパーク・セカンダリースクールに通っていた。ギレスピーの父は熱心な労働党支持者で、労働組合の幹部を務めていた。ギレスピーには2つ年上のアラン・マッギーという友人がいた。当初ギレスピーとマッギーは大親友という程ではなかったが、ギレスピーが誘ったシン・リジーのショーをきっかけに連れ立ってコンサートへ足を運ぶようになっていった。彼らは当時流行していたパンク・ロックを通じて親交を深め、マッギーが1975年に学校を退学する頃には互いの一番の親友となっていた。パンクに出会った彼らは反抗期を迎え、音楽のこと以外には興味を示さなくなった。当時の彼らはいつも喧嘩腰で、信じられないほどの癇癪持ちだったという。
アンドリュー・イネスは、ザ・ドレインズというバンドでギターを弾いていた。このバンドのベース募集にマッギーが応募したことで彼らは出会った。マッギーはこの募集への唯一の応募者ということもあり、ベースプレイヤーとしてドレインズのメンバーに加わることになった。ギレスピーはマッギーを通じてイネスと知り合った。2、3ヵ月が経ち、イネスとマッギーはドレインズの他のメンバーを追い出し、ギレスピーを加えてキャプテン・スカーレット・アンド・ザ・ミステロンズというバンドのようなものを始めた。当時の彼らはザ・クラッシュやザ・ジャムに夢中で、パンクの有名曲を弾くことが出来たイネスをギレスピーは尊敬していた。このバンドごっこの後、イネスとマッギーは1978年から1979年にかけていくつかのバンドに所属した。このバンドの中には、後にRCAレコードから幾つかのヒットシングルを出すH2Oも含まれている。
1980年の6月、マッギーはイネスの誘いでロンドンへ上京した。マッギーはグラスゴー時代と変わらずイギリス国鉄で働き、同僚女性と結婚した。彼はイネスと自身のバンドで活動する傍らリヴィング・ルームというクラブイベントを主催し、次第にインディー界隈で名の知られる存在になっていった。一方イネスは薬物中毒に陥った結果肝炎になり、後に肝臓を一つ摘出した。

### ソニック・フラワー・グルーヴ
1人グラスゴーに残されたギレスピーは、友人のジム・ビーティとプライマル・スクリームを結成した。彼らが作った「エレメンタル・ノイズ・テープス」なるデモテープは、ギレスピーがゴミ箱を叩き、そこにビーティがファズ・ギターを乗せていた。ギレスピーは1987年にブライトンに移住するまでグラスゴーを拠点にしていたが、1983年にはリヴィング・ルームに度々出演するようになっていた。プライマル・スクリームは、1984年10月に正式な初ライブを行った。「アイロニカルだけど、パブリック・イメージ・リミテッドみたい」マッギー曰くこの頃のバンドは、ポストパンク的なスタイルを取り入れていた。
当時のギレスピーはプライマル・スクリームの活動と並行してジーザス&メリーチェインのドラマーを務めていた。彼は以前オルタード・イメージズでローディを務めた経験があり、気性が激しいドラマーが手に負えなくると、代役としてドラムを叩いていた。ギレスピーはメリーチェインが『サイコキャンディ』を出した絶頂期に正式メンバーとしての誘いを受けるが、彼はこれを拒絶してメリーチェインを脱退した。また、ギレスピーはこの時期印刷工をやっていたため、マッギーが設立したクリエイション・レコーズのスリーブは彼が印刷していた。
1984年、バンドはマッギー率いるクリエイション・レコーズと契約し、ビーティが作り出す12弦ギターの音色が特徴的な「オール・フォール・ダウン」、「クリスタル・クレッセント」というシングル2枚を発売した。シングルのレビューには、しばしザ・バーズ、スモール・フェイセズなどが引き合いに出され、2枚目のシングル「クリスタル・クレッセント」のB面に収録された「ヴェロシティ・ガール」は、『ニュー・ミュージカル・エクスプレス』（NME）誌が付録につけた『C86』というカセットテープの1曲目に収録され、ささやかな注目を浴びた。ザ・ストーン・ローゼズのジョン・スクワイアは、後にこの頃のプライマル・スクリームのスタイルが彼らのファーストアルバムの青写真になったことを話している。ローゼズのヒット曲「メイド・オブ・ストーン」が「ヴェロシティ・ガール」と酷似していることも周知の事実だ。1986年にはボーカルにギレスピー、ギターにビーティとイネス、ベースにヤングというラインナップが揃った。
1987年、プライマル・スクリームは、マッギーがワーナーと共同出資して設立したエレヴェイション・レコーズからファーストアルバム『ソニック・フラワー・グルーヴ』を発売した。作中の何曲かには、後に正式メンバーとなるフェルトのキーボーディスト、マーティン・ダフィが参加した。バーミンガム出身のこのキーボーディストには、ギレスピーと同じく労働組合幹部の父がいた。元レッド・クレイオラのメイヨ・トンプソンがプロデュースしたこのアルバムは、メディアの高い評価とは裏腹に商業的な成功は収められなかった。ワーナーから契約を破棄されたバンドはクリエイションに復帰し、12000ポンドのレコーディング費用を受け取り、次のアルバム制作に取り掛かった。ファーストアルバムでギレスピーと共にバンドの中核を担ったビーティはすでにバンドを離れていた。ビーティ脱退後、ヤングがベースからギターへ転向し、ビーティ、ギレスピーの連名だったソングクレジットは、全てギレスピー、イネス、ヤングの連名へと変わった。

### ローデッド

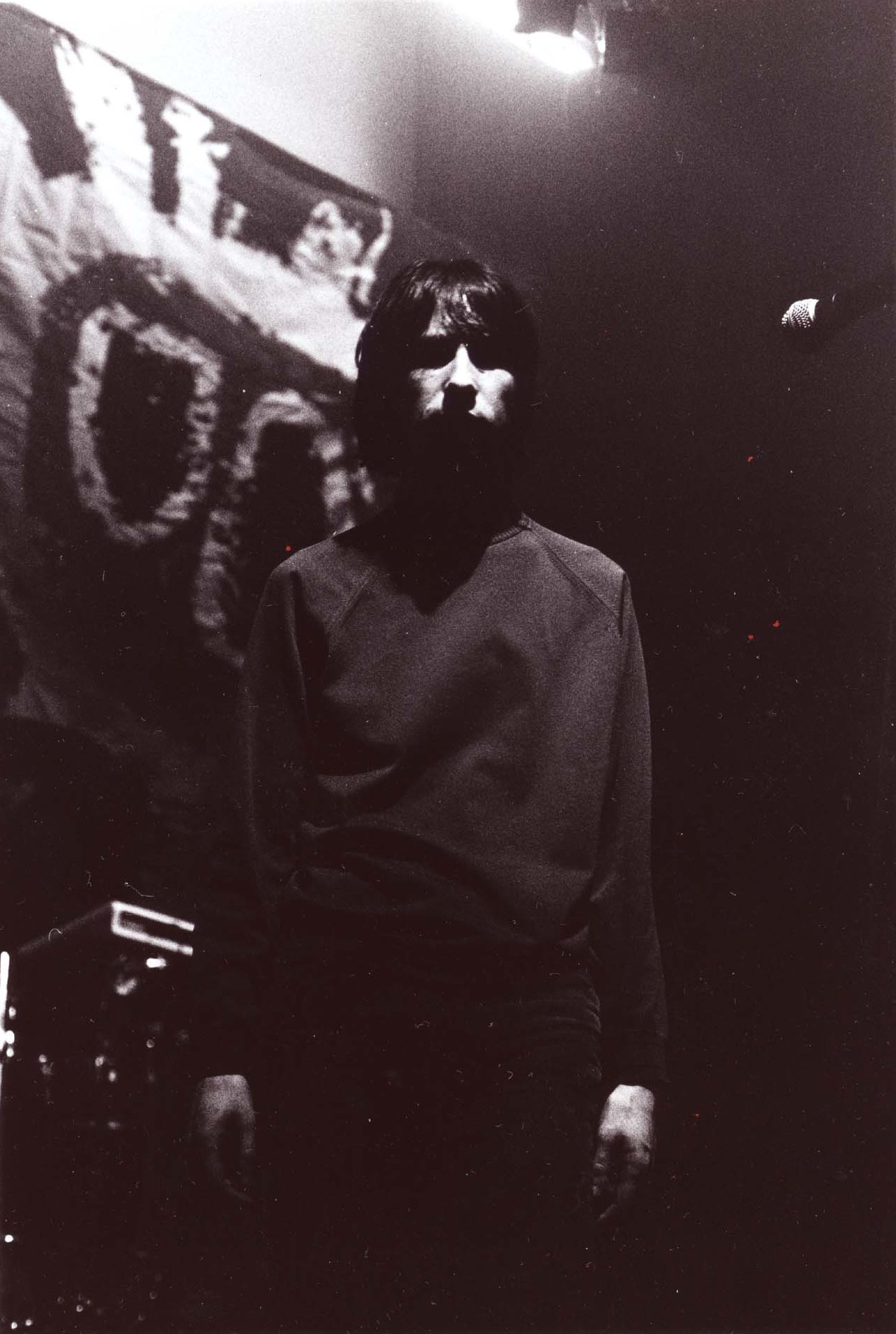
『スクリーマデリカ』のカバーアートとボビー・ギレスピー（1991年）

1989年に発売されたセルフタイトルのセカンドアルバム『プライマル・スクリーム』は、ガレージ・ロック色の濃いアルバムとなった。このアルバムはインディチャートでトップとなるが、チャートからは4週間で姿を消した。後年、クリエイションのプレス担当を務めたジェフ・バレットは「誰からも受け入れられなかった。まったく誰からも」と、当時の状況を振り返った。好意的な記事は『メロディ・メイカー』誌に僅かに載る程度に終わり、最終的にバレットはクリエイションを解雇された。彼はプライマル・スクリームとの関係を継続させてくれるよう懇願したが、マッギーはそれを受け入れなかった。
バレットはクリエイションを離れた後、知人を介して知り合った人気DJ・アンドリュー・ウェザオールにプライマル・スクリームを紹介した。ウェザオールはセカンドアルバムの中から「アイム・ルージング・モア・ザン・アイル・エヴァー・ハヴ」というバラードを気に入り、後にイネスと共にこの曲にリミックスを施した。このリミックスは「ローデッド」という名が付けられ、シングルとして発売された。「ローデッド」のホワイトレーベルは瞬く間にイギリス中のDJへと行き渡り、プライマル・スクリーム初のヒットシングルが生まれた。「ローデッドには当時の最先端のあらゆる要素が全て詰め込まれ、アシッド・ハウスとロックのカルチャーを一つにまとめていた」当時のプレス担当はこう振りかえった。
「ローデッド」を含むバンドの出世作『スクリーマデリカ』は1991年に発売された。作中の代表曲「ハイヤー・ザン・ザ・サン」は、ストーン・ローゼズの「フールズ・ゴールド」と並び、セカンド・サマー・オブ・ラブと称された世代のアンセムとされた。アルバムのクレジットには、ウェザオール、ジ・オーブ、ヒューゴ・ニコルソンといったダンス系のミュージシャンから、ローリング・ストーンズとの仕事で知られるジミー・ミラーまで様々な顔ぶれが並んだ。よりダンス的なグルーヴに傾倒し、「時代を切り取った」このアルバムは、マーキュリー賞の初代ウィナーとなった。
アルバムは50万枚のヒットを飛ばした一方で、マッギーは利害関係の対立からバンドのマネジメントを降りた。同時にバンドは殆どのメンバーがヘロイン中毒になっていた。「当時の彼らのエゴの発露ぶりを見るとレコードは4000万枚売れたと思えるかもしれないけど、実際は50万枚だった」とは、後年のマッギーの弁である。

### ギヴ・アウト・バット・ドント・ギブ・アップ
『スクリーマデリカ』の一連のツアー後、バンドはアルバム制作のために、ラウンドハウススタジオへ6週間から2ヶ月ほど入った。まずマッギーは彼らにカバーをやってもらおうとスタジオを40時間抑えたが、上がってきたのは酷い出来の5曲のみであった。
バンドはイギリスを離れ、メンフィスで3ヶ月ほどレコーディングを行った。制作にはジョージ・クリントンなどの高名なミュージシャンが大挙して参加した。プロデューサーにはトム・ダウドが起用されたが、彼は全ての音をフラットにミックスしてしまい、新たにブラック・クロウズとの仕事で知られるジョージ・ドラクリアスがミックスを行った。制作費用は42万ポンドまで膨れ上がり、マーケティングに投じられた50万ポンドとあわせてクリエイション史上最高額となった。
70年代中期のローリング・ストーンズを模倣したような内容の『ギヴ・アウト・バット・ドント・ギヴ・アップ』は、1994年3月に発売された。復帰したバレットの尽力もあって発売前に批判的なレビューは一切出ず、「ロックス」というヒットシングルも生まれた。しかしアルバムには発売後から「オーバープロデュース」、「期待はずれ」などの不満があちこちから噴出し、ギレスピーも「ほんの数曲以外は全部駄曲」と述べ、失敗作であることを暗に認めた。プロデューサーのダウドは酷くギレスピーを落ち込ませてしまったらしく、彼はこの後の3年間レコーディングされたどの曲も歌おうとしなかった。なおこのアルバムからクリエイションはソニー・ミュージックの傘下に入った。

### バニシング・ポイント
1996年秋、イネスの提案から6ヶ月の休暇を挟んだバンドには、解散したザ・ストーン・ローゼズからベーシストのゲイリー・モンフィールドが加入した。「マニ」のニックネームを持つこの男は、シングルにもなった「コワルスキー」、そして「モーターヘッド」のカバーの2曲でベースを弾き、バンドに再び勢いを取り戻した。マッギーは「ここでバンドとしての在り方と自らの音楽を見直した」としている。この頃からソングクレジットにはマニとダフィの名も加えられた。
「コワルスキー」を先行シングルに、『バニシング・ポイント』は1997年の6月に発売された。アルバムはダブの影響が色濃い作風となった。クリエイションと深い関係を持つライターの伊藤英嗣は「ダブからロックンロールまで多彩な要素が自然に消化されたアルバム」と評した。プロデューサーはブレンダン・リンチが務め、セカンドシングルになった「スター」ではオーガスタス・パブロがピアニカで参加した。「コワルスキー」のミュージックビデオは、1996年のシングル「ザ・ビッグ・マン&ザ・スクリーム・チーム・ミート・ザ・バーミー・アーミー・アップタウン」で競演したアーヴィン・ウェルシュの監修の下、元ジーザス&メリーチェインのダグラス・ハートが監督を務め、モデルのケイト・モスが出演した。『バニシング・ポイント』は1971年アメリカで公開されたロードムービーで、公開から年月が経った当時でもカルト的な人気を持っていた。アルバムタイトルはこの映画から採られたもので、「コワルスキー」はこの映画の主人公の名前である。同曲中には映画の中から取られた台詞、音声がいくつもサンプリングされている。同年10月にはエイドリアン・シャーウッドによるダブ・リミックス・アルバム『エコー・デック』が発売された。
1998年にカットされたシングル「イフ・ゼイ・ムーヴ・キル・エム」にはマイ・ブラッディ・ヴァレンタインのケヴィン・シールズによるリミックスが収録された。このシングルには更にジーザス&メリー・チェインの「ダークランズ」のカバー「バッドランズ」が収録されている。メリーチェインはこの年クリエイションに復帰した。

### XTRMNTR、イーヴル・ヒート
1999年までにギレスピーとマッギーは和解した。マッギーは同年の11月にクリエイションの閉鎖を宣言し、2000年1月に発売された『XTRMNTR（エクスターミネーター）』はクリエイション・レコーズ最後のアルバムとなった。ケヴィン・シールズ、ケミカル・ブラザーズ、ニュー・オーダーのバーナード・サムナー等が参加したこのアルバムは、今までにない政治的姿勢を打ち出した攻撃的な歌詞が並んだ。パブリック・イメージ・リミテッドの名が引き合いに出されることも多かったこのアルバムは、売り上げはさほど伸びかったものの、多数のメディアから好意的なレビューを贈られた。久方ぶりに制作に深く関与したマッギーは「間違いなくこの年のベストアルバムに入る」と絶賛した。「10年後に振り返ったとき、皆プライマル・スクリームはいいバンドだったと口にする」とも。その言葉は現実のものとなり、2009年にNME誌が発表した2000年代のベストアルバム100選の中で、このアルバムは3位にランクされた。
ライブメンバーにはケヴィン・シールズがラインナップに加わった。1991年の『ラヴレス』以降、狂人との扱いを受けていたマイ・ブラッディ・ヴァレンタインのフロントマンは、プライマル・スクリームのギタリストとして久方ぶりにステージに立った。彼は2000年の終わりにはグループを離れる考えがあったが、その後何年かギタリストとしてツアーを共にした。
マッギーはプライマル・スクリームをオアシスと並べ、クリエイションの2大バンドと称した。彼らはオアシスの売り上げには到底届きようもない「自分たちの分は賄えるが、レーベル全体は賄えない」バンドであったが、クリエイション消滅後、レーベルの主要人物は皆「プライマル・スクリームがクリエイションのベストバンド」と口を揃えた。エドワード・ボールは「プライマル・スクリームはクリエイションという王冠における宝石のような存在」とした。マッギー、ボールはそれぞれ『スクリーマデリカ』と『XTRMNTR』をクリエイションのベストアルバムの1枚に選んだ。
ボビー・ギレスピーの書く歌詞は『XTRMNTR』のツアー中から更に過激になった。ツアー中に披露された新曲は「ボム・ザ・ペンタゴン」、「ドレスデン」といったもので、反米姿勢を前面に打ち出していた。彼らはソニー傘下のコロムビア・レコードへ移籍し、2002年初頭に発売するアルバムの制作を進めていた。
2001年9月11日のアメリカ同時多発テロ事件を受けてアルバム制作は頓挫した。現実のものとなってしまった「ボム・ザ・ペンタゴン」は「ライズ」へ、政治的な歌詞が目立った「ドレスデン」は「デトロイト」へ曲名が変更された。当初4月に発売がアナウンスされたアルバムの発売は結局8月まで延期された（日本盤は7月31日）。同年のMTVヨーロッパ・ミュージック・アワードのビデオ部門にノミネートされた「ミス・ルシファー」を先行シングルに『イーヴル・ヒート』は2002年8月5日に発売された。前作の路線を継承しつつ「パンクっぽさは減った」（マニ）このアルバムには、久方ぶりの参加となるアンドリュー・ウェザオール率いるトゥー・ローンズ・スウォーズメン、ケヴィン・シールズ等がプロデュースを務め、ジーザス&メリーチェインのジム・リード、ロバート・プラント、ケイト・モスがゲスト参加した。

### ライオット・シティ・ブルース、ビューティフル・フューチャー

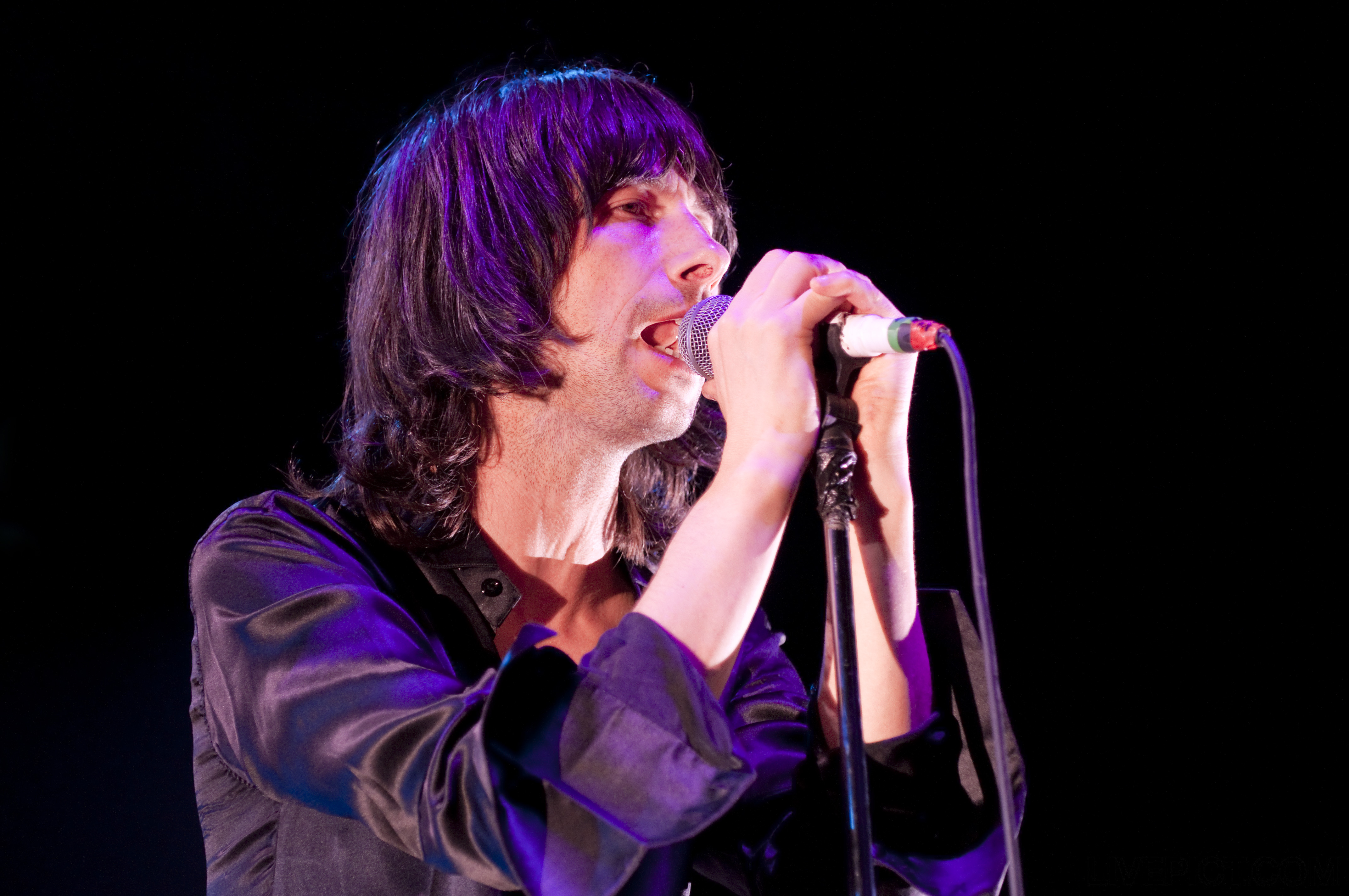
ボビー・ギレスピー（2009年）

2006年6月に発売された『ライオット・シティ・ブルース』は、近作のエレクトロニクス路線から大きく転換したストレートなロックンロール・アルバムになった。元キリング・ジョークのユースをプロデューサーに迎えたアルバムは、原曲を書くのに4、5ヶ月、リハーサルに2、3ヶ月、レコーディングに2ヶ月弱という短期間で完成に至った。ギレスピーは「基本的なパートは4、5日で15曲録り終えた」と話した。作中「ウェン・ザ・ボム・ドロップス」では、エコー&ザ・バニーメンのウィル・サージェントが個性的なギターを披露している。先行シングル「カントリー・ガール」は2005年のフジ・ロック・フェスティバルで初披露され、チャート5位を記録するヒットシングルとなった。アルバム発売前、ヤングは健康上の問題からバンドを離れ、リトル・バーリーのバーリー・カドガンが代役に納まった。
2008年7月、Bユニークへのレーベル移籍後第1弾となるアルバム『ビューティフル・フューチャー』を発表。同年のフジロック・フェスティバルでは忌野清志郎が癌の再発の為に急遽出演をキャンセルしたため、出演が予定されていた2日目に続き3日目にはヘッドライナーとして代役を務めた。
2011年は『スクリーマデリカ』のオリジナル盤発売から20周年となり、リマスター音源やボックスセットが発売された。一連のリリースに伴い、2010年末から2011年初頭にかけ、イギリス、オセアニアを回る記念ツアーが開催された。同年、マニがザ・ストーン・ローゼズ再結成のため脱退したのに伴い、デビー・グッギ（マイ・ブラッディ・ヴァレンタイン）がサポート・ベーシストを務めた後、2012年に無名の新人シモーヌ・バトラーが加入した。

### モア・ライト
2013年、イグニッション・レコードから5年ぶりのスタジオ・アルバム『モア・ライト』がリリースされた。同アルバムではジェイソン・フォークナー（元ジェリーフィッシュ）が大部分の曲でベースを弾いた。

### カオスモシス
2016年、3年ぶりとなるスタジオ・アルバム『カオスモシス』がリリースされた。前作に続き、ジェイソン・フォークナーが参加している他、ハイム、スカイ・フェレイラなどがゲスト参加している。

## ディスコグラフィ
- ソニック・フラワー・グルーヴ - Sonic Flower Groove （1987年）
- プライマル・スクリーム - Primal Scream （1989年）
- スクリーマデリカ - Screamadelica (1991年）
- ギヴ・アウト・バット・ドント・ギヴ・アップ - Give Out But Don't Give Up （1994年）
- バニシング・ポイント - Vanishing Point （1997年）
- エコー・デック - Echo Dek （1997年）
- XTRMNTR （2000年）
- イーヴル・ヒート - Evil Heat （2002年）
- ライオット・シティ・ブルース - Riot City Blues （2006年）
- ビューティフル・フューチャー - Beautiful Future （2008年）
- モア・ライト - More Light （2013年）
- カオスモシス - Chaosmosis （2016年）
- カム・アヘッド - Come Ahead（2024年）

## メンバー
| 年        | アルバム                                                    | 人名 |
| --------- | ----------------------------------------------------------- | --- |
| 1984      | - ア・ブルー・アルバム                                      | - ボビー・ギレスピー（Bobby Gillespie、ボーカル、1962年6月22日 - ） - ジム・ビーティ（Jim Beatie、ギター） |
| 1984-1986 | - オール・フォール・ダウン* - クリスタル・クレッセント*     | - ボビー・ギレスピー - ジム・ビーティ - ロバート・ヤング（Robert Young、ベース） - ポール・ハート（Paul Harte、ギター、1985-86） - マーティン・セイント=ジョン（Mrtin St.John、タンバリン） - トム・マクガーク（Tom McGurk、ドラム）                                    |
| 1986-1987 | - ソニック・フラワー・グルーヴ                              | - ボビー・ギレスピー - ジム・ビーティ - アンドリュー・イネス（Andrew Innes、ギター、1987-、1962年5月16日 - ） - ロバート・ヤング - スチュアート・レイ（Stuart Ray、ギター） - マーティン・セイント=ジョン - トム・マクガーク（1986）                                    |
| 1987-1988 | - ソニック・フラワー・グルーヴ                              | - ボビー・ギレスピー - ジム・ビーティ - アンドリュー・イネス - ロバート・ヤング - ギャヴィン・スキナー（Gavin Skinner、ドラム、1987） |
| 1989-1990 | - プライマル・スクリーム                                    | - ボビー・ギレスピー - アンドリュー・イネス - ロバート・ヤング（以降ギター） - トビー・トマノフ（Toby Tomanov、ドラム） - ヘンリー・オルセン（Henry Olsen、ベース） |
| 1990-1994 | - スクリーマデリカ                                          | - ボビー・ギレスピー - アンドリュー・イネス - ロバート・ヤング - マーティン・ダフィ（Martin Duffy、キーボード、1967年5月18日 - 2022年12月18日） - デニス・ジョンソン（Denise Johnson、ボーカル、1963年7月31日 - 2020年7月27日） - トビー・トマノフ - ヘンリー・オルセン |
| 1994-1996 | - ギヴ・アウト・バット・ドント・ギヴ・アップ                | - ボビー・ギレスピー - アンドリュー・イネス - ロバート・ヤング - マーティン・ダフィ - デニス・ジョンソン |
| 1996-1999 | - バニシング・ポイント                                      | - ボビー・ギレスピー - アンドリュー・イネス - ロバート・ヤング - マーティン・ダフィ - マニ（Gary Mounfield、ベース、1962年11月16日 - ） - ポール・マルレイニー（Paul Mulraney、ドラム）                                                                                 |
| 1999-2006 | - XTRMNTR - イーヴル・ヒート - ライオット・シティ・ブルース | - ボビー・ギレスピー - アンドリュー・イネス - ロバート・ヤング - マーティン・ダフィ - マニ - ダリン・ムーニー（Darrin Mooney、ドラム） |
| 2006-2011 | - ビューティフル・フューチャー                              | - ボビー・ギレスピー - アンドリュー・イネス - マーティン・ダフィ - ゲイリー・モンフィールド - ダリン・ムーニー - バーリー・カドガン（Barrie Cadogan、ギター） |
| 2012-2015 | - モア・ライト                                              | - ボビー・ギレスピー - アンドリュー・イネス - マーティン・ダフィ - シモーヌ・バトラー（Simone Butler、ベース） - ダリン・ムーニー - バーリー・カドガン |
| 2016-     | - カオスモシス                                              | - ボビー・ギレスピー - アンドリュー・イネス - マーティン・ダフィ - シモーヌ・バトラー - ダリン・ムーニー |

- 太字は現在のメンバー。
- *はシングル。

### 使用楽器と演奏スタイル
- ギタリストのアンドリュー・イネスは「バンドの頭脳」と呼ばれ、『バニシング・ポイント』期のダブの導入、「ローデッド」のリミックス等、バンドの多様な音楽スタイルの転換は彼のアイデアに拠る所が大きい[9][30]。『イーヴル・ヒート』以降はイネス自身がプロデュースする楽曲も目立ち始めた。ライブでは主にレスポール・ジュニアとマーシャル・アンプという組み合わせで、足元にはSPACE ECHO[† 6]、FUZZ BOX[† 7]、ワウペダルを並べている[70]。一方、スタジオではフェンダーの小さいアンプを大音量で鳴らすというスタイルに変わる。イネス曰く、この組み合わせによってアンガス・ヤングのような音を作り出せるのだという[70]。
- ロバート・ヤングは元々ベーシストとしてバンドに加入したが、ビーティ脱退後にギターに転向した。ギレスピーは1994年のインタビューで「ビーティはフォーク・ロックギタリストだったが、ヤングはブルージーでファンキーなアプローチを持ち込み、バンドをロックンロールバンドへ変えた」と話している[71]。